# Flusspferdhofsiedlung

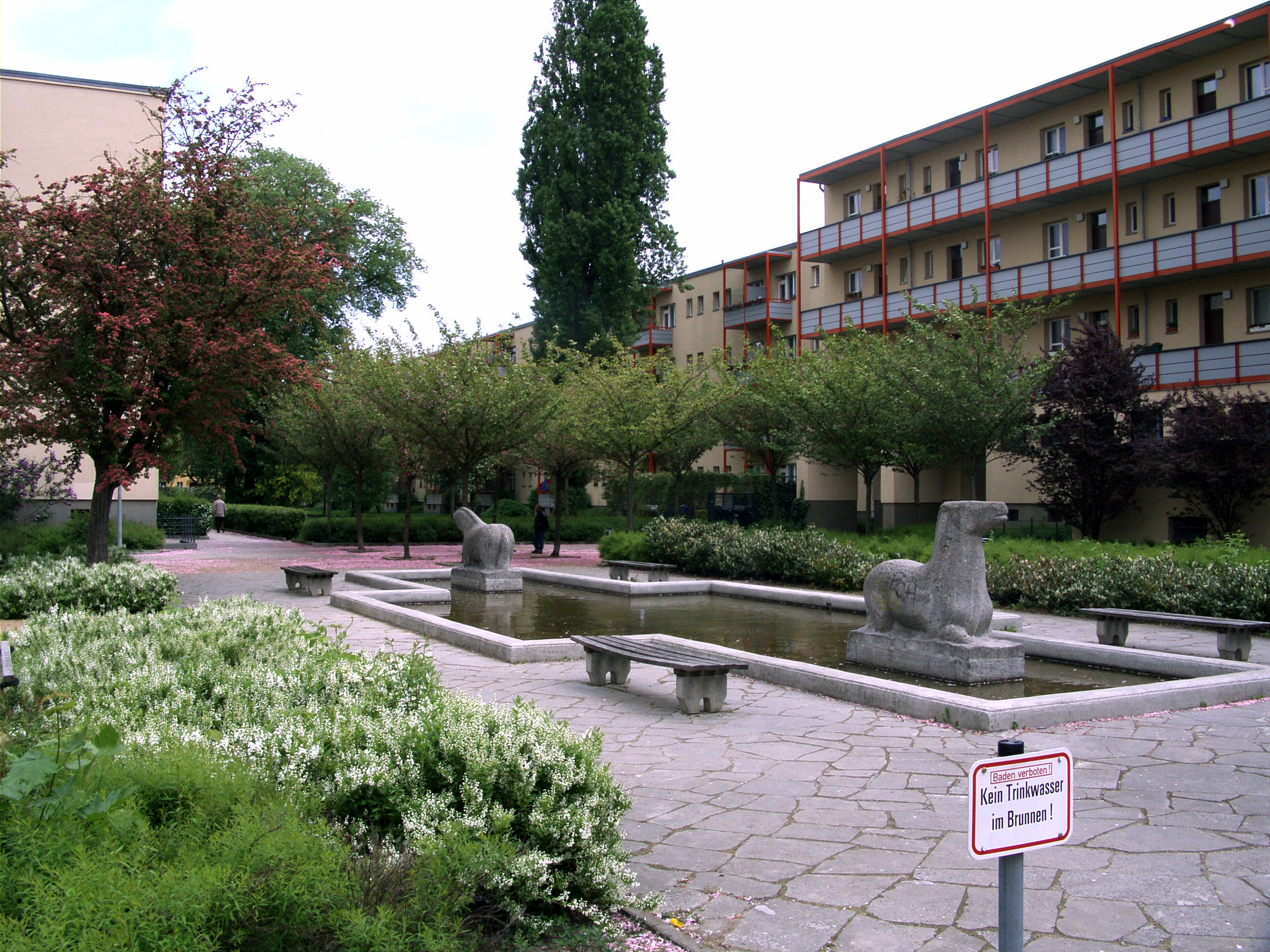
Blick in den Hof eines Wohnblocks der Siedlung mit den namensgebenden Plastiken

Die Flusspferdhofsiedlung (auch Flusspferdhof genannt) ist eine Wohnsiedlung im Berliner Ortsteil Alt-Hohenschönhausen von den Architekten Paul Emmerich und Paul Mebes 1932–1934 erbaut. Den Namen verdankt sie zwei Pferdeplastiken des Bildhauers Hans Mettel, die in einem Wasserbecken stehen und deshalb als Flusspferde bezeichnet werden. Die Siedlung umfasst einen Wohngebäudekomplex, der sich zwischen der Simon-Bolivar-Straße 12a, 13,13a, 42a–42h. 43a–43e (Südwest), der Goeckestraße 11–23 (Südost), der Strausberger Straße (Nordost) und der Große-Leege-Straße 68–82 (Nordwest) erstreckt.

## Geschichte
In den Jahren 1931 bis 1934 wurde die Flusspferdhofsiedlung nach Plänen der Architekten Emmerich und Mebes im Auftrag der Gemeinnützigen Wohnungsbau AG Groß-Berlin (Gewobag) gebaut. Die Wohnanlage ist ein regelmäßiges und symmetrisches Gebäudeensemble auf einem langgestreckten rechteckigen Grundriss. Sie besteht aus drei parallelen Wohnzeilen in viergeschossigen Gebäuden mit Flachdach, parallel zwischen der Große-Leege-Straße und der Goeckestraße angeordnet. Die Architekten hatten ursprünglich 1554 Wohnungen vorgesehen, wobei einige Gebäude fünf Etagen aufweisen sollten. Insgesamt wurden jedoch nur 883 Wohnungen fertig. In der DDR-Zeit gehörte die Siedlung der KWV und wurde wenig gepflegt.
Zum 1. Juli 1994 erhielt die Gewobag das Gebäudeensemble zurück. Zwischen 1995 und 1997 ließ die Baugesellschaft die Wohnungen und Außenanlagen umfangreich sanieren. Die Siedlung ist als Gartendenkmal in der Berliner Denkmalliste aufgenommen.

## Architektur und Hofgestaltung
Die Häuser entsprechen der damaligen Stilauffassung, die dem Neuen Bauen zugerechnet wird. Die Fassaden sind verputzt. Die beiden äußeren Zeilen zeigen ein deutlich zurückgesetztes Mittelteil, um dessen Länge die innere Zeile für einen Hofbereich unterbrochen ist. Die Häuserfronten sind betont flächig und zurückhaltend gestaltet, die Treppenaufgänge sind durch schmale liegende Fenster von außen erkennbar. Auf der Gartenseite sind Balkons in Doppelachsen angebaut. Die Haustüren an der Straßenseite sind mit einem kleinen Flurfenster in einem Winkelrahmen aus Beton kombiniert. Die Mittelbauten im Hofbereich sind Laubenganghäuser. In der Mittelachse der Große-Leege-Straße (Haus Nummer 75) erkennt der Betrachter ein solches Laubenganghaus mit einem kräftig vorspringenden verglasten Treppenhaus.
In der Mittelachse der Goeckestraße (Haus Nummer 16) wurde dem entsprechenden Laubenganghaus ein eingeschossiger Vorbau zur Straßenseite hin angesetzt, in dem sich im Lauf der Jahre entweder Verwaltungsstrukturen der Gewobag befanden oder kleine Firmen, die Fenster sind vergittert. Im Jahr 2016 nutzt die Baugesellschaft die Räumlichkeiten als Lager.
Die zwei Pferdeskulpturen im Zentrum des Hofbereiches bestehen aus Kalkstein auf einem rechteckigen Fundament. Sie befinden sich an den Längsseiten eines langgestreckten Wasserbeckens und werden wochentags zwischen 8 und 18 Uhr durch einen Springbrunnen belebt (aus Lärmschutzgründen ist die Anlage zwischen 13 und 15 Uhr ausgeschaltet). Daneben gibt es zwei Buddelplätze und einige Holzbänke. Der Hofbereich ist mit Büschen, Bäumen und Wiesen begrünt. Die Siedlung ist denkmalgeschützt.